# Canal de Lulsund
Le canal de Lulsund (en suédois : Lulsundskanalen) est un canal à Luleå, en Suède.

## Géographie
Le canal de Lulsund est un canal qui relie le lac Björkskatafjärden au lac Skurholmsfjärden et qui forme la frontière entre les quartiers de Bergviken et Östermalm du côté ouest et Lulsundet du côté est.
Le canal était à l'origine un détroit le long de la route maritime menant à ce qui était alors Luleå, aujourd'hui Gammelstaden. 
Le détroit a donné son nom au canal, au quartier de Lulsundet, à Lulsundsberget dans le quartier de Kronan et à la rue Lulsundsgatan au centre de Luleå.
Le canal de Lulsund mesure environ 800 mètres de long et a été creusé à l'origine pour améliorer les liaisons avec les villages autour des lacs Björkskatafjärden et Björsbyfjärden (sv), mais il a perdu de son importance depuis l'amélioration du réseau routier. 
Le canal est apprécié par les pêcheurs.

## Contrôle du niveau d'eau des lacs
Au cours des années 2000, la municipalité de Luleå a procédé à une vaste restauration et construit un barrage à l'extrémité inférieure du canal afin d'élever le niveau de l'eau du Björkskatafjärden.
Des barrages ont été construits pour contrôler le niveau des lacs, l'un au canal de Lulsund à la sortie du Skurholmsfjärden et l'autre à Likskärsbanken entre Mulöviken et Sörfjärden. 
Il s'agit de barrages à débordement dont le niveau d'eau est fixé à environ 45 centimètres au-dessus du niveau d'eau normal. Ils signifient que l'eau s'écoulera de la mer à marée haute dans les lacs intérieurs et vice versa, s'il s'agit d'une marée basse, l'eau s'écoulera depuis les lacs.
Les barrages sont fermés pendant l'été entre la mi-mai et la mi-septembre.
Durant cette période, des rampes sont aménagées pour les bateaux et une passe à poissons. 
Le reste du temps, l'eau peut s'écouler librement et est affectée par le niveau de l'eau de la mer.